# Sturisomatichthys aureus
El palito (Sturisomatichthys aureus) es una especie de peces de la familia Loricariidae.

## Morfología
Los machos pueden llegar alcanzar los 20 cm de longitud total.

## Distribución geográfica
Se encuentran en Sudamérica, en la cuenca del río Magdalena, en Colombia.